# 百林吉丁岸
百林吉丁岸（1940年8月17日—），马来西亚沙巴州1985年至1994年期间的第7任沙巴首席部长、沙巴团结党的创办人，也是1986年至2018年的根地咬国阵沙巴团结党国会议员兼担布南州议员（1976年－2018年在任）。
2018大选时，百林不再竞选国会议席，只在原本的州议席寻求连任，却不敌自己的亲弟弟——杰菲里吉丁岸（后来的副首席部长）而落选。

## 评价及争议
1992年9月17日，马来西亚首相马哈迪·莫哈末在斗湖机场向记者发表谈话时主张沙巴首席部长百林吉丁岸必须下台，由一名具备“马来西亚意识”的领袖接任，以便能改变联邦政府与沙巴的关系。
1994年2月1日，马华公会总会长林良实说，沙巴与联邦的关系恶劣，百林吉丁岸应该负起责任。他说，虽然促进双方的关系是双向管道，但是，百林必须负起最大的责任。林良实指出，首相马哈迪与马来西亚各州首席部长及州务大臣的关系良好，但是为何与百林的关系恶劣，是值得令人深思的。

## 荣誉

### 勋章
- 沙巴 :
  -  神山领袖勋章（SPDK）—拿督斯里邦里玛（1986年）
- 彭亨 :
  -  苏丹阿末沙效忠斯里勋章（SSAP）—拿督斯里（1988年）
- 马来西亚 :
  -  联邦护国领袖勋章（PMN）—丹斯里（2010年）[4]